# Ogmore River
Ogmore River är ett vattendrag i Storbritannien.   Det ligger i riksdelen Wales, i den södra delen av landet, 240 km väster om huvudstaden London.